# Wartberg (Selb)
Der Wartberg ist ein 688 m hoher Berg 500 m östlich von Längenau, einem Ortsteil der Stadt Selb im Landkreis Wunsiedel im Fichtelgebirge (Bayern), unmittelbar an der Staatsgrenze zur Tschechischen Republik.

## Geologie
Der am Wartberg anstehende porphyrische Granit ist von mehreren Basaltgängen durchschlagen, die teilweise säulig absondern. Die Wände zweier ehemaliger Steinbrüche bilden profilartige Aufschlüsse, an denen der scharfe Kontakt des dunklen Basalts zum hellen Granit beobachtet werden kann. Die Situation kennzeichnet  Fördergänge tief unter einem ggf. zwischenzeitlich durch die Erosion komplett abgetragenen ehemaligen Vulkan.
Vor ca. 20 Millionen Jahren entstanden in Zusammenhang mit der Alpenorogenese in der granitischen Erdkruste dünne tektonische Klüfte und Spalten. Aus einer Tiefe von bis zu 80 km unter der Geländeoberfläche drang dünnflüssiges basaltisches Magma ein und erweiterte diese bis in den dm- und m-Bereich. Die ehemals mächtige Gesteinsüberdeckung der heute am Wartberg an der Erdoberfläche befindlichen Gesteine und der damit verbundene hohe Umgebungsdruck verhinderten in der damaligen Tiefe explosive Prozesse. Zu solchen mag es erst im Zuge des weiteren Aufdringens der Gesteinsschmelze in höhere, in den vergangenen Mio. Jahren komplett abgetragene Bereiche mit geringerer Gesteinsüberdeckung gekommen sein. Wenn es oberhalb des heutigen Wartberges tatsächlich einmal explosiven Vulkanismus, wie bspw. am Železná hůrka, Hirschentanz, Waldecker Schloßberg oder Parkstein (Basaltkegel) gab, so sind alle Zeugnisse hiervon mittlerweile durch die Erosion getilgt.
Der heutige Wartberg ist kein ehemaliger Vulkanschlot oder ein aus Überbleibseln vulkanischer Aktivität bestehender, von den ursprünglich umgebenden Gesteinen befreiter Härtling oder gar Kegelberg. Es handelt sich allenfalls um ein erosiv freigelegtes unexplosives tieferes Stockwerk unterhalb eines komplett verschwundenen Vulkanschlotes.
Wegen der interessanten Basaltapophysen (das sind Abzweigungen von magmatischen Körpern oder Gängen in das Nebengestein) im Selber Granit zählt die Umgebung zu den interessantesten Basaltvorkommen des Fichtelgebirges. Der nördliche und der südliche Wartbergsteinbruch sind aufgelassen und mit Grundwasser gefüllt.

### Südlicher Wartberg-Steinbruch
Das Naturdenkmal und Geotop „Südlicher Wartberg-Steinbruch“ (Geotop-Nummer: 479A007) wird vom Bayerischen Landesamt für Umwelt als geowissenschaftlich „wertvoll“ ausgewiesen.

### Nördlicher Wartberg-Steinbruch
Den „Nördlichen Wartberg-Steinbruch“ (Geotop-Nummer: 479A008) listet das Bayerische Landesamt für Umwelt mit als geowissenschaftlich „bedeutend“.

## Bauwerke
Am Westhang wurde früher ein einfacher flacher Skilift mit Flutlichtanlage betrieben. Auf dem Berggipfel wurde mit Unterstützung des Landkreises Wunsiedel im Fichtelgebirge vom Kreisjugendring ein aufgelöster Bundeswehrstandort zu einem Jugendzeltplatz umgebaut.